# Badge 714
Pour les articles homonymes, voir Dragnet.
Badge 714 ou Coup de filet (Dragnet) est une série télévisée américaine en 276 épisodes de 26 minutes, en noir et blanc, créée par Jack Webb et diffusée entre le 16 décembre 1951 et le 23 août 1959 sur le réseau NBC.
En France, elle a été diffusée en juillet et août 1989 sur Canal+.

## Synopsis
Cette série met en scène les enquêtes de Joe Friday, policier à Los Angeles arborant le badge numéro 714.

## Distribution
- Jack Webb : Sergent Joseph "Joe" Friday
- Barton Yarborough : Sergent Ben Romero (1951-1952)
- Barney Phillips : Sergent Ed Jacobs (1952)
- Herbert Ellis : Officier Frank Smith (1952)
- Ben Alexander : Officier Frank Smith (1952-1959)
- Helen Walker en guest Star

## Épisodes
Saison 1 (1951-1952)
1. La bombe humaine (The Human Bomb)
2. titre français inconnu (The Big Actor)
3. titre français inconnu (The Big Death)
4. titre français inconnu (The Big Mother)
5. titre français inconnu (The Big Cast)
6. Le grand discours (The Big Speech)
7. titre français inconnu (The Big Parrot)
8. titre français inconnu (The Big Moody)
9. titre français inconnu (The Big Blast)
10. Le grand procès (The Big Trial)
11. titre français inconnu (The Big September Man)
12. titre français inconnu (The Big Phone Call)
13. titre français inconnu (The Big Casing)
14. titre français inconnu (The Big Lamp)

## Style
Filmée de façon très réaliste, cette série, créée, produite, interprétée et parfois réalisée par Jack Webb, s'inspirait de véritables faits divers traités par la police de Los Angeles.[réf. nécessaire]
Le montage des champ/contrechamp de cette série est caractéristique en ce qu'il garde systématiquement à l'image le personnage qui parle, y compris pour des répliques très courtes telles que « oui » ou « non. » Le personnage qui fait face à celui qui parle et qui l'écoute n'est jamais montré. Cette technique de montage a « fait sensation » à son apparition : « on appréciait tout particulièrement la façon apparemment réaliste dont elle restituait le caractère bien trempé et le style direct des policiers. »
La phrase de Joe Friday demandant aux témoins qu'il interrogeait de s'en tenir aux faits et rien qu'aux faits était récurrente dans la série « The facts. We just want the facts !».

## Commentaires
Il y est fait référence dans Numb3rs, saison 5 épisode 3, Des hommes d'honneur. Charlie y explique que le numéro 714, celui de Friday, ne peut plus être attribué à quelque policier que ce soit. Larry ajoute que ce numéro est « le même que celui qui était imprimé sur les buvards au LSD de fabrication américaine dans les années 1970 »

## Récompenses
- Emmy Award 1953 : Meilleur programme d'action
- Emmy Award 1954 : Meilleur programme d'action
- Emmy Award 1955 : Meilleure série dramatique
- Emmy Award 1955 : Meilleure musique originale pour Walter Schumann

### Série dérivée et remakes
La première série a donné lieu à un remake en 98 épisodes de 26 minutes, en couleurs, a été diffusée entre le 12 janvier 1967 et le 16 avril 1970, toujours sur le réseau NBC, et diffusée en France à partir du 3 juillet 1989 sur Canal+.
En 1989, Badge 714 a donné lieu à une série dérivée : Vic Daniels, flic à Los Angeles (The New Dragnet), diffusée en syndication.
Une troisième série, intitulée Dragnet (L.A. Dragnet) créée par Dick Wolf d'après la série originale. Elle reprend les mêmes personnages mais dans des intrigues contemporaines. Elle a été diffusée en 2003-2004 sur le réseau ABC et en France en 2004 sur TF1.